# Санктпетербургски сравнителни речници на всички езици и наречия
Санктпетербургските речници на всички езици и диалекти (на руски: Сравнительные словари всех языков и наречий, собранные десницей Всевысочайшей особы императрицы Екатерины II) е сравнително-историческо изследване в областта на лингвистиката.
То е известно за кратко и под името „Речник на Екатерина II“ и „Речник на Палас“. Излиза в годините 1787 – 89 в два тома, като обхваща общо 201 отделни езика от Евразия.
Инициативата за този речник е лично на руската императрица Екатерина Велика и датира още от 1784 г. Самата императрица написва с ръката си 273 съществителни и 12 бройни числителни, изпращайки ги на своите имперски околийски управители и началници, а в останалия свят – на своите посланици и консули, нареждайки им тези думи да бъдат по-бързо преведени на всички познати в света езици, и да ѝ се изпратят обратно.
След като това било сторено съобразно нейното желание и воля, императрицата натоварила Петер Симон Палас да систематизира думите и да ги обнародва с цел да се открие и узнае от тях нещо, което историята не е запомнила за възникването, преселването и сродството на народите.
Още с появата на съобщението през 1785 г. за изготвянето и отпечатването на тези речници, цялата световна научна общност по това време ги очаква с нетърпение. С излизането на речниците излизат и две рецензии на кьонигсбергския професор Кристиян Краус и на виенския францисканец Агер, като първата станала толкова популярна за времето си, колкото самите речници. Фридрих Аделунг написал специална книга за речниците.
След като излизат първите два тома, от Америка и Африка започват да пристигат преведени руските думи и на американските и африкански езици. След обсъждане се решава, всички думи да бъдат наново издадени, но под редакцията на училищния директор Теодор Янкович, чийто род е от Мариово, Македония. Първият том от новото и всеобхватно за света издание излиза през 1789 г., а останалите три – през 1791 г. В новото и всеобхватно издание на речниците тези думи са класифицирани и предадени от общо 280 езика, т.е. със 79 повече от първото издание на речниците, обхващащо само евразийските езици. Седем езика от първото издание са изоставени, а са прибавени други и нови общо 86 към евразийските в последвалото ново и всеобхватно като представително за света издание на речниците.
Прави впечатление че в него фигурират общо 12 славянски езици – въобще славянски, т.е. руски; славяно-унгарски; илирийски; бохемски, т.е. чешки; сръбски; вендски, т.е. прекомурски език; сорабски, т.е. лужишки езици; полабски език; кашубски език; полски; малоруски, т.е. украински и странния от гледна точна на съвременното езикознание – суздалски език, под който се е имало предвид езиковата норма на руския във Владимирско-Суздалското княжество.